# Districte de Trnava
El districte de Trnava - (eslovac) Okres Trnava - és un dels 79 districtes d'Eslovàquia. Es troba a la regió de Trnava. Té una superfície de 741,33 km², i el 2013 tenia 129.705 habitants. La capital és Trnava.

## Demografia
| Godina             | 1994    | 2004    | 2014    | 2024    |
| ------------------ | ------- | ------- | ------- | ------- |
| Nombre de persones | 126.153 | 126.822 | 129.946 | 132.788 |
| Diferència         |         | +0,53%  | +2,46%  | +2,18%  |

| Godina             | 2023    | 2024    |
| ------------------ | ------- | ------- |
| Nombre de persones | 132.524 | 132.788 |
| Diferència         |         | +0,19%  |

## Llista de municipis

### Ciutats
- Trnava

### Pobles
Biely Kostol | Bíňovce | Bohdanovce nad Trnavou | Boleráz | Borová | Brestovany | Bučany | Buková | Cífer | Dechtice | Dlhá | Dobrá Voda | Dolná Krupá | Dolné Dubové | Dolné Lovčice | Dolné Orešany | Horná Krupá | Horné Dubové | Horné Orešany | Hrnčiarovce nad Parnou | Jaslovské Bohunice | Kátlovce | Košolná | Križovany nad Dudváhom | Lošonec | Majcichov | Malženice | Naháč | Opoj | Pavlice | Radošovce | Ružindol | Slovenská Nová Ves | Smolenice | Suchá nad Parnou | Šelpice | Špačince | Šúrovce | Trstín | Vlčkovce | Voderady | Zavar | Zeleneč | Zvončín
1. 1 2  «Počet obyvateľov podľa pohlavia - obce (ročne) [om7102rr_obce=AREAS_SK]».   Statistical Office of the Slovak Republic, 31-03-2025. [Consulta: 31 març 2025].